# Ioánnis Mouzálas
 (février 2025).
Si vous disposez d'ouvrages ou d'articles de référence ou si vous connaissez des sites web de qualité traitant du thème abordé ici, merci de compléter l'article en donnant les références utiles à sa vérifiabilité et en les liant à la section « Notes et références ».
Ioánnis Mouzálas (grec moderne : Ιωάννης Μουζάλας) est un médecin obstétricien-gynécologue et homme politique grec.

## Biographie
Ioannis Mouzalas est obstétricien gynécologue à Athènes en Grèce. Il finit ses études à l'École de Médecine d'Athènes (Iatriki Athinon) puis par la suite fait des formations supplémentaires à Milan et à Londres. Il travaille dans plusieurs hôpitaux comme le Tzanneio (Le Pirée), Aghios Savvas et la maternité Eléna Venizelos (centre d'Athènes).
À Londres, il travaille avec Michel Odent et Gordon à la clinique Queen Elisabeth-Saint John.
En 1999, il conduit le premier accouchement dans l'eau en Grèce. Il est un des promoteurs de sa profession en Grèce, supportant l'accouchement naturel ; il aide à la création de salles pour accouchement naturel avec bassin d'eau et de salles « comme à la maison » afin que les femmes puissent avoir une approche plus humanisée.
Il participe activement à diverses actions communautaires et humanitaires, étant un des membres initiaux de Médecins du Monde pour qui il a participé à plus de 25 missions en Asie et en Afrique.
Entre août et septembre 2015, il est secrétaire d'État à l'immigration dans le gouvernement de transition de Vassilikí Thánou-Christophílou. En septembre 2015, il est nommé aux mêmes fonctions dans le deuxième gouvernement Tsípras.